# Hanahalli, Chamarajanagar
Hanahalli là một làng thuộc tehsil Chamarajanagar, huyện Chamarajanagar, bang Karnataka, Ấn Độ.